# Batalla de Nicópolis
La batalla de Nicópolis tuvo lugar en dicha ciudad búlgara el día 25 de septiembre de 1396 y enfrentó a las fuerzas del Imperio otomano contra una coalición de húngaros, valacos y franceses, con derrota de estos últimos. También es llamada la Cruzada de Nicópolis. Algunas veces se fecha la batalla el 28 de septiembre.

## Causas de la batalla
Tres fueron las cruzadas menores que se emprendieron en el siglo XIV por diversos reyes y caballeros. Recientemente había fracasado una cruzada contra Túnez en 1390 y otra en la costa del mar Báltico. Después de su victoria en la batalla de Kosovo en 1389, los otomanos habían conquistado gran parte de los Balcanes y arrebatado la mayor parte de su territorio al Imperio bizantino, siendo reducido éste a un área inmediatamente alrededor de Constantinopla, la cual se sentía acosada. En 1393, el gobernante de Bulgaria, Iván Shishman, perdió (temporalmente) su capital frente a los turcos, mientras su hermano Iván Sracimir ayudaba a la ciudad de Vidin, pero fue reducido por un vasallo otomano. La frontera entre el islam y el cristianismo se estaba acercando poco a poco hacia Hungría. El rey Segismundo de Hungría decidió elaborar una estrategia para librar a su reino del peligro del ataque de los turcos. Por otra parte, la República de Venecia, también temerosa de que la presencia de los otomanos en los Balcanes redujese su dominio del mar Adriático, se mostró dispuesta igualmente a organizar una ofensiva contra los musulmanes.
En 1394, el Papa Bonifacio IX proclamó una nueva cruzada contra los turcos, aunque en este tiempo el Cisma de Occidente había partido el Papado en dos, siendo rivales Aviñón y Roma. El Papa tuvo que esperar largo tiempo hasta poder proclamar la cruzada. Después de diversos llamamientos, Inglaterra y Francia, sumidas en la que se llamaría Guerra de los Cien Años, pactaron una tregua y Ricardo II y Carlos VI financiaron la empresa. Los franceses negociaron con los húngaros, algo que llevaban haciendo ya desde 1393.

## Preparativos
El plan original había sido realizado por Juan de Gante, Luis de Orleans y Felipe de Borgoña, partiendo en 1395, con los reyes Carlos y Ricardo que les seguirían al año siguiente. Sin embargo, a comienzos de 1396 los planes ya habían sido abandonados. En vez de lo planeado, Juan I de Borgoña tomó la iniciativa con 10 000 borgoñones aproximadamente, la mayoría de caballería, junto con un contingente inglés de alrededor de 1000 hombres. A estos se unieron también unos 6000 soldados llegados desde el Palatinado, Baviera y Núremberg. Mientras, Segismundo había reunido un ejército de 60 000 húngaros, según cifras para el ejército cruzado provenientes de fuentes de la época en las que a veces se habla de un total de más de 100 000 hombres, que iban al mando del conde Armando II de Celje, súbdito del rey húngaro, Juan de Kanizsa, el arzobispo de Estrigonia, Nicolás Garai el joven, entre otros. Las fuerzas francesas salieron de Montbéliard en abril de 1396, llegando a Viena en mayo y junio, y reuniéndose con el rey Segismundo en Buda, la capital del reino húngaro, hacia principios de julio.
Aunque el gobernante del principado de Valaquia era ortodoxo, Mircea el Viejo, participó en la cruzada aportando un contingente de soldados. Su principado estaba en la frontera entre el cristianismo y el islam. Valaquia ya se las había visto varias veces con los turcos de Bayaceto I y Mircea los había derrotado en la batalla de Rovine y en Dobruja en 1395. Johann Schiltberger, un cruzado bávaro que había sido hecho prisionero en Nicópolis, había descrito en sus memorias las diferentes formas de luchar de los cruzados y de los valacos. La primera era la de avanzar poco a poco con la caballería lenta y pesada para efectuar una embestida cuando se encontraban a una distancia en que los caballos no se cansaran, y la de Mircea, que era más de acciones de reconocimiento y guerrillas, la causa del gran éxito de los valacos. Segismundo propuso esta segunda estrategia, pero fue rechazada por los occidentales. Juan de Borgoña se puso a la cabeza del ejército cruzado y se lanzó hacia Nicópolis con unos 15 000 soldados, según las estimaciones más modernas. Durante el avance conquistaron la ciudad de Vidin y saquearon Rahova, cuyos habitantes fueron asesinados o hechos prisioneros.

## Asedio de Nicópolis
La ciudad estaba bien defendida y abastecida, y los cruzados no estaban pertrechados de máquinas de asedio. Sin embargo, se quedaron y esperaron a los otomanos. Bayaceto, ya preparando el asedio de Constantinopla, marchó con un gran ejército hacia Nicópolis. Su aliado, Stefan Lazarević de Serbia, se reunió con el sultán el 24 de septiembre, consiguiendo un contingente muy similar al de los cruzados. Las cifras antiguas de hasta cientos de miles de combatientes están enormemente exageradas.
Según algunas especulaciones, Bayaceto fue advertido por Gian Galeazzo Visconti sobre los movimientos y las fuerzas de los cruzados, algo de lo que no existe prueba concluyente.

## La batalla

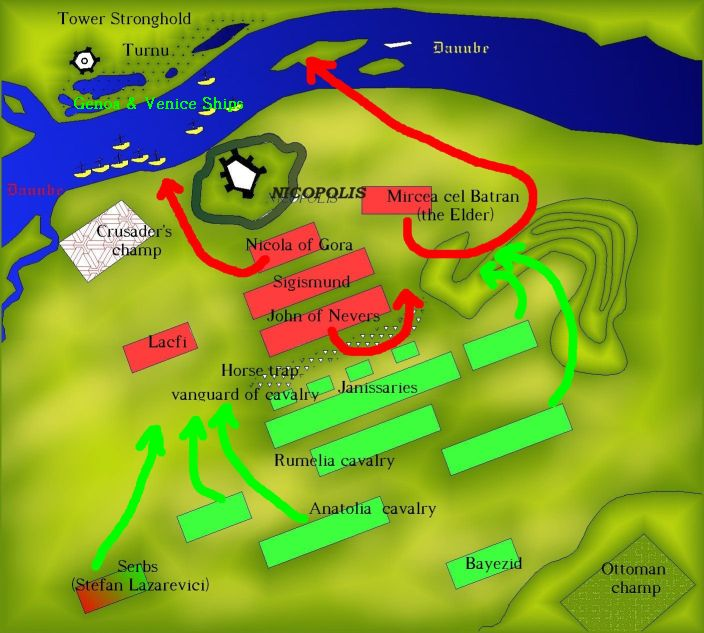
Mapa de la batalla

El día 25 ambos bandos estaban preparados para la batalla. Antes de que comenzara el combate los prisioneros capturados en Rahova fueron ejecutados por razón desconocida. Los franceses y los ingleses iban a la vanguardia, mientras que Segismundo dividió a sus tropas en tres: él comandaba el centro, los transilvanos ocuparon el flanco derecho y los valacos, bajo el mando de Mircea el Viejo, el flanco izquierdo. Bayaceto puso en vanguardia a su caballería, protegida por dos líneas de arqueros y de jenízaros, además de unas estacas de tres metros cada una clavadas en la tierra, en tanto que el cuerpo principal formado por otomanos y serbios se situó detrás de unas colinas que se encontraban cerca.
Los franceses, mucho mejor armados y cubiertos, se acercaron a la vanguardia turca, pero cometieron el error de desmontar de sus caballos cuando llegaron a la línea de estacas. Empezaron a quitarlas, ya que les impedían el paso, mientras los otomanos lanzaban una lluvia de flechas contra ellos. Una vez cumplido hecho esto, los turcos se lanzaron contra los caballeros franceses con su infantería y caballería, pero los franceses, mejor armados, salieron victoriosos, causando 10 000 bajas entre los musulmanes. Los franceses se apresuraron después a atacar a la caballería enemiga y acabaron con otros 5000. Aunque estaban sin sus cabalgaduras, los caballeros franceses fueron a la caza de los turcos que huían del campo de batalla y se dirigían hacia las colinas. La persecución los dejó exhaustos y además sorprendidos al descubrir cómo detrás de las colinas se encontraba un gran contingente otomano que los estaban esperando. En la desigual lucha los franceses sufrieron una derrota total. Juan de Vienne, condestable de Francia, murió en las colinas defendiendo a los suyos hasta el final, Juan I de Borgoña, Enguerrand VII de Coucy y Jean Le Maingre, mariscal de Francia, fueron capturados.

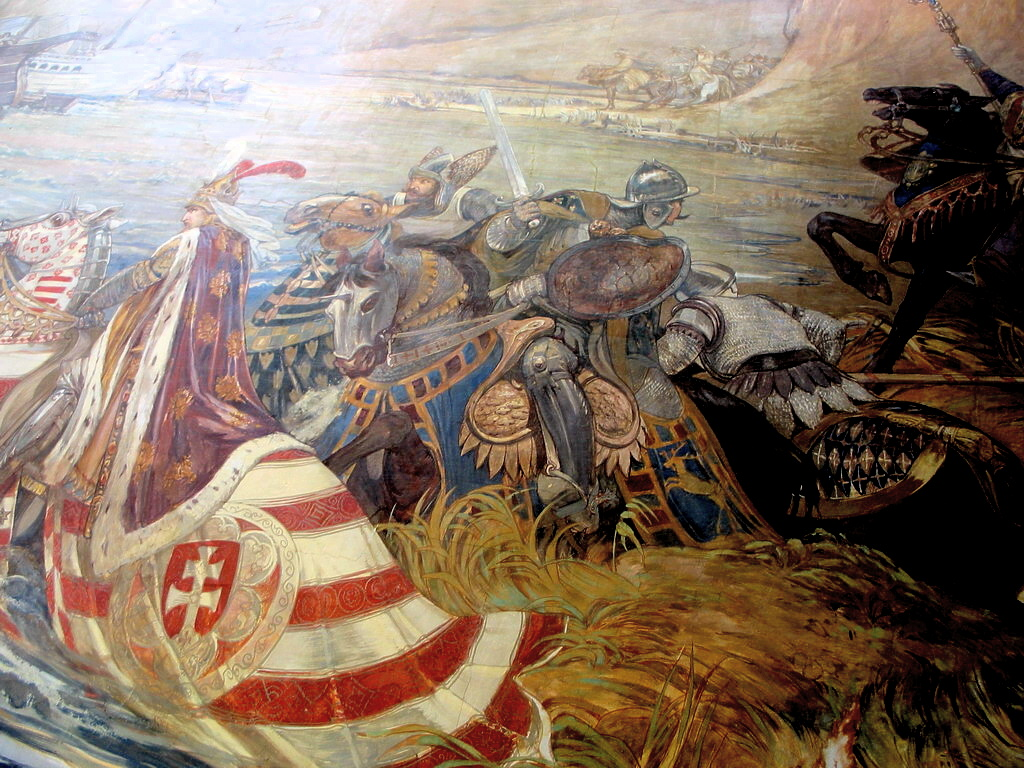
Titus Fay salva al rey Segismundo de Hungría en la batalla de Nicópolis.

Mientras tanto, Segismundo fue en auxilio de los jinetes franceses y a combatir contra las fuerzas de Bayezid en las colinas. El combate resultó igualado hasta que llegaron los serbios. Entonces, Segismundo fue persuadido por los suyos para que se retirara hacia el barco veneciano que estaba preparado para su seguridad. Segismundo dijo a los franceses: «Si vuestros caballeros me hubieran escuchado, tendríamos hombres de sobra para luchar contra el enemigo». Al final de la tarde, Stefan Lazarevic tomó la iniciativa de rodear los flancos desprotegidos de las tropas de Segismundo, las cuales se rindieron, dando por terminada la batalla.

## Consecuencias

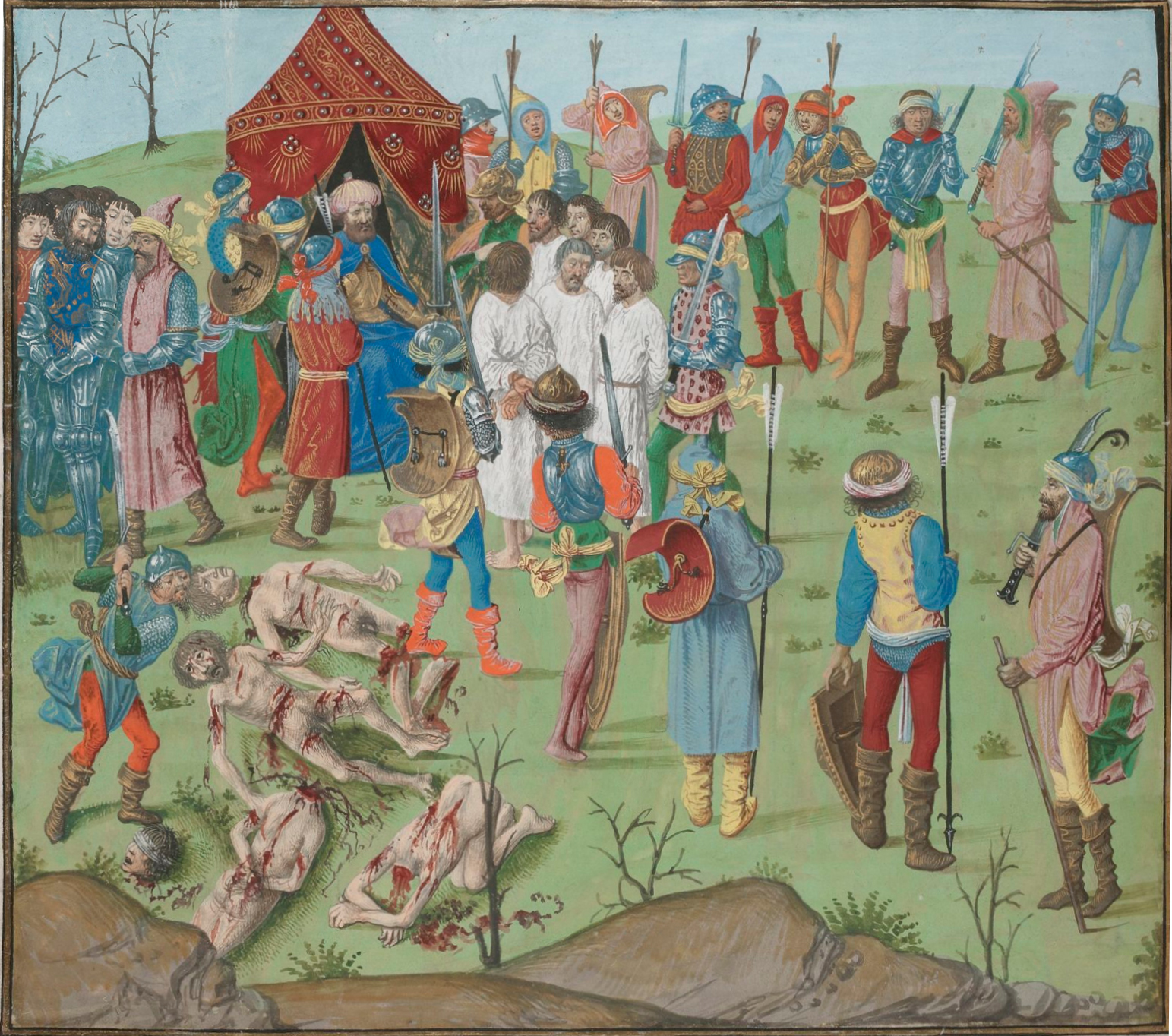
La ejecución de los prisioneros ordenada por Bayaceto I en respuesta por la masacre de los prisioneros otomanos en Rahova

El 26 de septiembre, Bayaceto ordenó que 3000 prisioneros fueran ejecutados como respuesta a los asesinados de Rahova. También estaba disgustado por las bajas sufridas, unas 35 000, especialmente al principio de la batalla. Reclutó los prisioneros más jóvenes para su ejército; aquellos que pudieron escapar, volvieron a sus casas, pero la mayoría vivieron empobrecidos. Segismundo tomó el camino del retorno a su sede imperial por la ruta del mar Negro, sin pasar por el principado de Valaquia, sospechando que le habían traicionado. El rey Carlos VI se enteró de la derrota en Navidad.
Los caballeros del oeste de Europa perdieron pronto su entusiasmo por las cruzadas. La lucha seguiría en España y en el Mediterráneo, además de las disputas contra las herejías paganas del norte europeo, pero ninguna expedición más fue mandada hacia el Este después de esta derrota. Inglaterra y Francia reanudaron luego su guerra. Valaquia siguió frenando expediciones de los otomanos como en 1397 y 1400. La derrota de Bayaceto ante Tamerlán en el verano de 1402 en la batalla de Angora, cerca de Ankara, supuso un periodo de anarquía en el Imperio otomano y Mircea tomó ventaja para organizar una nueva campaña con ayuda del Reino de Hungría contra los turcos. Los húngaros y los polacos fueron vencidos en la batalla de Varna en 1444, y Constantinopla caería finalmente en manos de los musulmanes en 1453 durante el reinado del sultán turco Mehmed II, pero los europeos occidentales no lanzaron otra expedición contra los turcos hasta el Renacimiento.